# Allélopathie

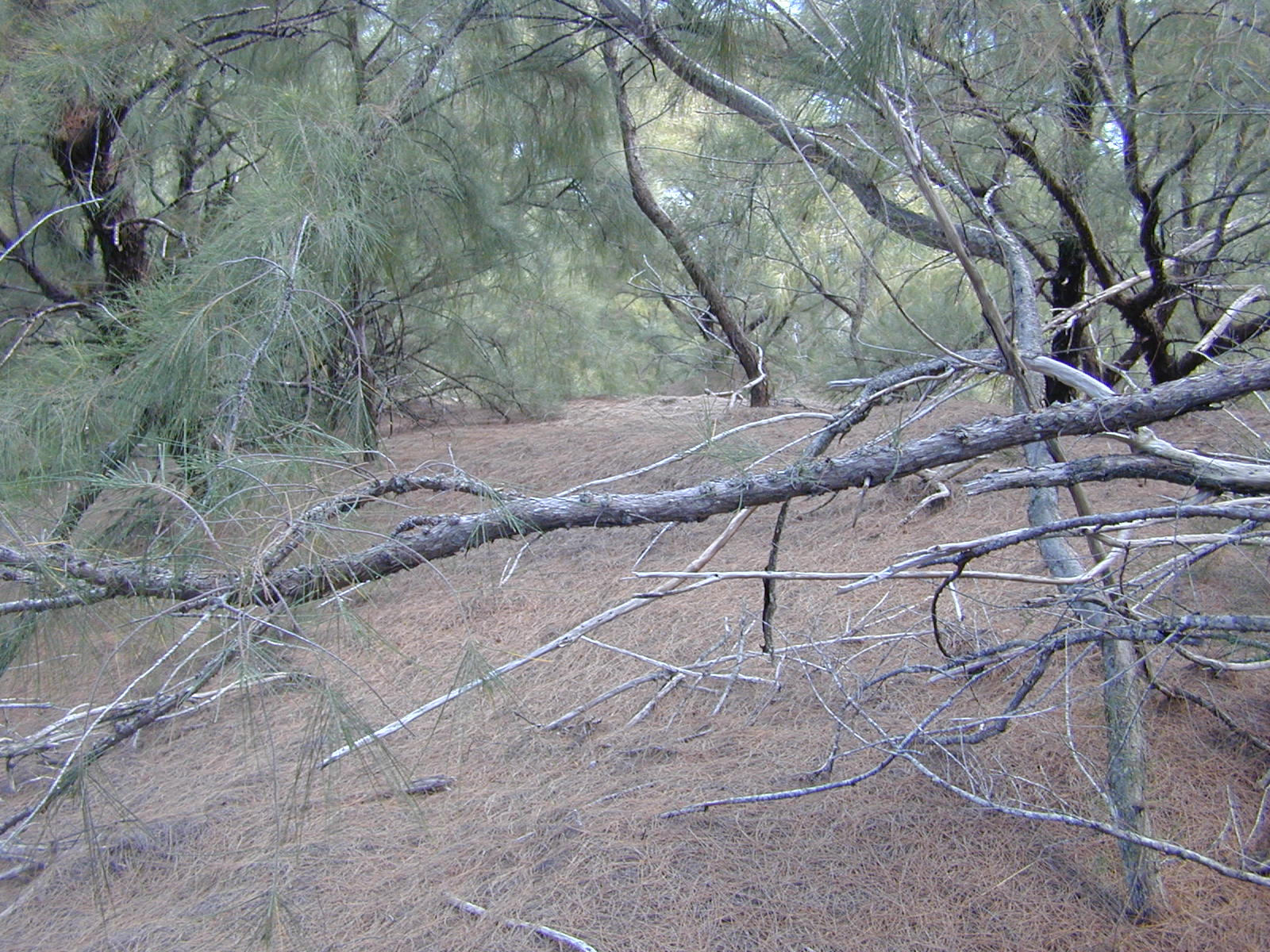
La litière de pins australiens inhibe complètement la germination des plantes de sous-bois comme le montre cette photo, malgré l'ouverture relative de la canopée et l'abondance des précipitations (>120 cm/an) à cet endroit.

L’allélopathie (du grec allêlôn, réciproque, et pathos, souffrance) est un phénomène biologique par lequel un organisme produit une ou plusieurs substances biochimiques ayant des effets sur la germination, la croissance, la survie et la reproduction d'autres organismes. Ces substances biochimiques impliquées dans la communication interspécifique sont connues sous le nom d'allélochimiques (ou plus généralement ectomones, composés produits également par les animaux) et peuvent avoir des effets bénéfiques (allélopathie positive) ou néfastes (allélopathie négative) sur les organismes et la communauté qu'elles ciblent, ces interactions négatives ayant été considérées comme les interactions les plus importantes pour expliquer la distribution des espèces végétales en raison d'un certain contexte scientifique, philosophique et politique. Les substances allélochimiques sont un sous-ensemble de métabolites secondaires, qui ne sont pas nécessaires au métabolisme (c'est-à-dire à la croissance, au développement et à la reproduction) de l'organisme allélopathique. Les substances allélochimiques ayant des effets allélopathiques négatifs constituent une partie importante de la défense des plantes contre les herbivores,.
La production de substances allélochimiques est affectée par des facteurs biotiques tels que les nutriments disponibles, et par des facteurs abiotiques tels que la température et le pH.
L'allélopathie est caractéristique de certaines plantes, algues, bactéries, coraux et champignons. Les interactions allélopathiques sont un facteur important dans la détermination de la distribution et de l'abondance des espèces au sein des communautés végétales, et sont également considérées comme importantes dans le succès de nombreuses plantes envahissantes. Pour des exemples spécifiques, voir la camarine noire (Empetrum hermaphroditum), la centaurée maculée (Centaurea maculosa), la moutarde à l'ail (Alliaria petiolata), les espèces des genres Casuarina/Allocasuarina et le souchet.
Le processus par lequel une plante acquiert une plus grande partie des ressources disponibles (telles que les nutriments, l'eau ou la lumière) de l'environnement sans aucune action chimique sur les plantes environnantes est appelé compétition pour les ressources. Ce processus n'est pas une allélopathie négative, bien que les deux processus puissent agir ensemble pour améliorer le taux de survie de l'espèce végétale.

## Historique
Le terme allélopathie, dérivé du grec allelo (signifiant « l'un et l'autre ») et pathie (signifiant  « dommage mutuel » ou « souffrance »), a été utilisé pour la première fois en 1937 par le professeur autrichien Hans Molisch dans le livre Der Einfluss einer Pflanze auf die andere - Allelopathie (« L'effet des plantes les unes sur les autres - Allélopathie ») publié en allemand. Il a utilisé ce terme pour décrire les interactions biochimiques par lesquelles une plante inhibe la croissance des plantes voisines. En 1971, Whittaker et Feeny ont publié une étude dans la revue Science, qui définissait les allélochimiques comme toutes les interactions chimiques entre tous les types de plantes incluant les micro-organismes, interactions biochimiques positives (stimulantes) ou négatives (inhibitrices), directes ou indirectes (en ciblant des acteurs ou des facteurs intermédiaires mais qui impactent quand même la plante). En 1984, Elroy Leon Rice, dans sa monographie sur l'allélopathie, a élargi la définition pour inclure tous les effets positifs ou négatifs directs d'une plante sur une autre plante ou sur des micro-organismes par la libération de produits biochimiques dans l'environnement naturel. Au cours des dix années suivantes, le terme a été utilisé par d'autres chercheurs pour décrire des interactions chimiques plus larges entre organismes, et en 1996, la Société internationale d'allélopathie (IAS) a défini l'allélopathie comme « Tout processus impliquant des métabolites secondaires produits par des plantes, des algues, des bactéries et des champignons qui influence la croissance et le développement de l'agriculture et des systèmes biologiques. » Plus récemment, les chercheurs en botanique ont commencé à revenir à la définition originale des substances produites par une plante qui inhibent une autre plante. Confondant davantage la question, les zoologues ont emprunté le terme pour décrire les interactions chimiques entre les invertébrés comme les coraux et les éponges. 
Bien avant que le terme allélopathie ne soit utilisé, les effets négatifs qu'une plante pouvait avoir sur une autre ont été observés. Théophraste, qui vivait vers 300 avant J.-C., a remarqué les effets inhibiteurs de l'amarante sur la luzerne. En Chine, vers le premier siècle de notre ère, l'auteur de Shennong bencao jing, un livre sur l'agriculture et les plantes médicinales, a décrit 267 plantes ayant des capacités pesticides, y compris celles ayant des effets allélopathiques. En 1832, le botaniste suisse De Candolle a suggéré que les exsudats des plantes cultivées étaient responsables d'un problème agricole appelé le mal des sols.
L'allélopathie n'est pas universellement acceptée par les écologistes. Beaucoup ont fait valoir que ses effets ne peuvent être distingués de la concurrence qui s'exerce lorsque deux (ou plusieurs) organismes tentent d'utiliser la même ressource limitée, au détriment de l'un ou des deux. L'allélopathie est un effet négatif direct sur un organisme résultant de l'introduction de substances dans l'environnement par un autre. Dans les années 1970, certains chercheurs ont déployé de grands efforts pour distinguer les effets compétitifs et allélopathiques, tandis que dans les années 1990, d'autres ont fait valoir que les effets étaient souvent interdépendants et ne pouvaient pas être facilement distingués.
Cependant, en 1994, Liu et Lowett, du Département d'agronomie et de science du sol de l'université de Nouvelle-Angleterre à Armidale (Nouvelle-Galles du Sud, Australie), ont écrit dans le Journal of Chemical Ecology deux articles, qui développaient des méthodes pour séparer les effets allélochimiques des autres effets compétitifs, en utilisant des plants d'orge et en inventant un procédé pour examiner directement les allélochimiques. En 1994, Nilsson, de l'université suédoise des sciences agricoles d'Umeå, a montré dans une étude de terrain que l'allélopathie exercée par Empetrum hermaphroditum réduisait la croissance des semis de Pin sylvestre d'environ 40 %, et que la concurrence souterraine des ressources par E. hermaphroditum était responsable du reste de la réduction de la croissance. Pour ce travail, Nilsson a inséré des tubes en PVC dans le sol pour réduire la concurrence souterraine, ajouté du charbon à la surface du sol pour réduire l'impact de l'allélopathie, ainsi qu'un traitement combinant les deux méthodes.

## Composés allélochimiques
Les composés allélochimiques ou ectomones peuvent être classés en grande partie comme métabolites secondaires, qui sont généralement considérés comme étant des composés ne jouant aucun rôle dans les processus du métabolisme essentiels à la survie des plantes. On trouve parmi ces composés des acides phénoliques, des flavonoïdes, des terpénoïdes, des alcaloïdes et des glucosinolates. Ces produits allélochimiques sont présents dans pratiquement tous les tissus de la plante, des fruits, des fleurs, des feuilles en passant par la tige aux racines et rhizomes, ainsi qu’au niveau du pollen et des graines. Ils sont libérés de la plante à l’environnement au moyen de quatre processus écologiques : volatilisation, lixiviation, exsudat racinaire (on parle dans ce cas de télétoxie) et décomposition des résidus de la plante.
Les interactions allélopathiques sont souvent le résultat d’action jointes de plusieurs composés différents.
Les activités biologiques des plantes réceptrices sont dépendantes de la concentration des produits allélochimiques, c’est-à-dire qu’il n'y a émission d’une réponse que lorsque la concentration en produits allélochimiques atteint un certain seuil. 
L’interférence qui s’établit entre plantes voisines est attribuée principalement à des effets de compétition pour les ressources environnementales : eau, lumière et substances nutritives. Ainsi de nombreuses espèces végétales synthétisent des molécules capables d’inhiber la germination et la croissance des plantes croissant dans leur voisinage.
Aussi, faute de mobilité, les plantes ont dû s’adapter aux attaques prédatrices d’autres organismes tels les insectes, les champignons et les bactéries par des mécanismes chimiques de défense pouvant avoir plusieurs fonctions. Ils peuvent être insecticides, anti-microbiens, voire pour certains herbicides. 
Actuellement, plus de 30 000 métabolites secondaires sont connus, grâce à l’analyse phytochimique de plantes supérieures.
Une des singularités des végétaux est de former de nombreux composés dont le rôle, au niveau de la cellule, ne semble pas nécessaire tout en pouvant l’être au niveau de la plante entière. Le fait que ces composés ne se rencontrent pas chez toutes les espèces indique qu’ils n’entrent pas dans le métabolisme général et qu’ils n’exercent pas de fonction directe au niveau des activités fondamentales de l’organisme végétal : ce sont des métabolites secondaires.

### Nature chimique
Ces composés allélochimiques sont généralement des molécules de bas poids moléculaire qui peuvent être hydrophiles ou lipophiles. Parmi ces composés on trouve des acides phénoliques, des quinones et des terpènes. On peut citer la catéchine, l’acide ellagique, les tellimagrandines, l’acide salicylique, l’acide férulique parmi les polyphénols ; la p-benzoquinone et la DMBQ parmi les quinones ; 1,8-cinéole, 1,4-cinéole, pinène parmi les monoterpènes.

### Mode d’action au niveau biochimique et cellulaire
Les composés allélopathiques se comportent comme des herbicides naturels ; ils ont souvent plusieurs sites d’action et des effets divers sur les organismes cibles. Certains allélochimiques agissent en inhibant la photosynthèse, ce qui ralentit la croissance des phototrophes. La B-1,2,3-tri-O-galloyl-4,6-(S)-hexahydroxyphenoyl-d-glucose (tellimagrandine II) inhibe le  PSII en empêchant le transfert d’électrons entre les quinones Qa et Qb (Leu et al., 2002), tout comme la p-benzoquinone du sorgho commun Sorghum bicolor. La cyanobactérine de Scytonema hofmannii inhibe le transport d’électrons au niveau du site accepteur du PSII. La fischerelline A de Fischerella sp interrompt le transport d’électrons à quatre endroits différents.

### Phénols
Les acides phénoliques peuvent perturber l’absorption minérale par la plante : l’acide salicylique (o-hydroxybenzoïque) et l’acide férulique (4-hydroxy-3-méthoxycinnamique) inhibent l’absorption d’ions K+ dans les racines d’Avena sativa. Le degré d’inhibition dépend de la concentration de l’acide phénolique et du pH (la diminution de pH entraîne une augmentation de l’absorption des composés phénoliques et donc de l’inhibition). Cette perturbation est due au fait que les acides phénoliques dépolarisent le potentiel membranaire des cellules racinaires, ce qui modifie la perméabilité membranaire et ainsi le taux d’effluve d’ions, aussi bien anions que cations. L’étendue de la dépolarisation croît avec l’augmentation de la concentration en acides phénoliques, spécialement avec l’acide salicylique.

### Quinones
Les quinones génèrent des oxygènes activés, responsables de leur toxicité.
Certaines substances agissent sur l’expression des gènes des organismes cibles. La DMBQ (quinone) émise par les racines hôtes inhibe le développement de plantes parasites en régulant l’expression de certains gènes impliqués dans la régulation du cycle cellulaire, la synthèse d’actine et de tubuline, l’extension des parois végétales et la synthèse de GTP binding protein. La l-carvone de Mentha spicata, ses dérivés (limonène, p-cymène et isoprène) et plus généralement les terpénoïdes avec un motif p-menthane insaturé induisent l’expression des gènes bph des bactéries du genre Arthrobacter, responsables du catabolisme des PCB. Il existe probablement un récepteur aux structures isoprènes trouvées dans les monoterpènes, responsable de la régulation de l’expression de ces gènes. Mais les différents procédés par lesquels de nombreuses plantes sélectionnent les génotypes cataboliques bactériens en réponse aux pollutions sont mal connus.

### Terpènes
Beaucoup de classes de monoterpènes volatils inhibent la croissance végétale comme le 1,8-cinéole (eucalyptol), le 1,4-cinéole, le pulegone, l’alpha et le béta pinène.
Le 1,4-cinéole inhibe la croissance des racines de certaines herbes en inhibant l’Asn-synthase au niveau du site de liaison de la glutamine.

## Métabolisme

### Expression en fonction des tissus et de l’âge
L’inhibition de la croissance végétale est plus forte durant les premiers stades de développement de la plante émettrice. Les jeunes plantes de cresson (Avena caudatus) se protègent en émettant par les racines de la lepidimoide et des polysaccharides qui affectent la croissance et la différenciation des plantes ou des microorganismes. Le degré maximal d’inhibition du sorgho est atteint après quatre semaines de croissance.
La décomposition des résidus de la plante peut soit inhiber soit stimuler la croissance des plantes voisines ; l’inhibition la plus sévère apparaît au stade le plus précoce de la décomposition, ensuite l’inhibition décline pendant que la stimulation émerge graduellement. 

### Élicitation
Les éliciteurs des réactions de défense ont des molécules capables d’induire au moins l’une des réponses typiques de défense, comme la synthèse de phytoalexines, cela en l’absence de toute infection. Deux classes d’éliciteurs ont été caractérisées : les éliciteurs généraux tels que ceux provenant d’agents pathogènes (exogènes) et ceux produits par les plantes (endogènes), et les éliciteurs spécifiques. Les éliciteurs généraux, de nature polysaccharidique, lipidique ou (glyco)protéique ne reproduisent pas la spécificité de reconnaissance gène pour gène, contrairement aux éliciteurs spécifiques. Trois types majeurs d’éliciteurs de nature polysaccharidique ont été identifiés : les β-1,3 et β-1,6 glucanes et la chitine provenant des parois fongiques et les oligogalacturonides, résidus d’acides galacturoniques en liaison α-1,4 dérivés de la pectine des parois végétales. La nature et l’intensité des réponses de défense induites par ces éliciteurs dépendent de leur degré de polymérisation et de la plante. Ils interviennent probablement comme signaux de deuxième génération dans la cascade de réception-transduction participant à l’expression des réponses de défense. Parmi les éliciteurs de nature lipidique, l’acide arachidonique et d’autres acides gras insaturés génèrent les oxylipines, efficaces dans l’activation de la synthèse de phytoalexines.
Les plantes qui influencent la structure des communautés bactériennes en réponse à une pollution du sol sont celles dont les racines sont perméables aux polluants.

### Moyen d’émission
Ils sont libérés de la plante à l’environnement au moyen de trois processus écologiques : volatilisation, exsudat racinaire et décomposition des résidus de la plante.  
Le maximum d’effet se produit près des racines.

### Influence des facteurs environnementaux sur l’action des composés
Le degré d’inhibition peut dépendre du pH du milieu qui facilite plus ou moins l’entrée des allélochimiques dans les cellules cibles.
Le poly acétylène et le thiophène sont plus bioactifs après exposition aux UV-A. Leur effet inhibiteur est activé par la lumière.
Certaines substances n’ont d’impact sur les organismes cibles que lorsqu’ils sont exposés à un apport constant de composés fraîchement émis.
Des effets de synergie entre les différents composés présents dans les exsudats végétaux peuvent être observés.
Les effets négatifs sur les organismes cibles, par exemple une inhibition, n’atteignent jamais 100 % d’efficacité pour ne pas favoriser l’émergence de résistance.

## Interactions écologiques
Les métabolites secondaires sont les outils principaux de la coévolution des plantes avec les autres êtres vivants, ce qui a donné lieu a une diversification de ces composés. Il s'agit d'une coévolution qui s'applique à tous les niveaux d'organisation du vivant, des Bactéries aux Champignons, des Insectes aux Mammifères, qui s'exprime à tous les stades du développement de la plante.
Deux axes de coévolution ont été privilégiés :
- un premier d'opposition, que l'on peut considérer comme une guerre chimique .
- un second de coopération, qui se traduit par un partenariat avec les animaux.

### Défense contre les pathogènes et les prédateurs
À cause de leur immobilité, les plantes doivent utiliser des défenses physiques et chimiques dont les métabolites toxiques pour survivre aux attaques d'insectes, de bactéries et de champignons et pour participer à la compétition pour la lumière et les ressources avec les autres plantes. Les composés allélopathiques de défense contre les prédateurs peuvent être des insecticides, des anti-fongiques, des anti-pathogènes (les phytoanticipines et les phytoalexines). Il existe deux types de défenses :
- la défense directe, qui a lieu quand les composés volatils interagissent directement avec le prédateur de la plante, ex : l'acacia ;
- la défense indirecte, elle, n'a pas d'influence directe sur les herbivores mais sur leurs ennemis prédateurs et les parasitoïdes. C'est le cas chez la feuille de tabac qui après avoir été infestée par la chenille Manduca sexta va libérer des substances volatiles qui attirent les prédateurs de Manduca sexta.

La toxicité d'une molécule est toujours relative et une molécule toxique ou repoussante pour certaines espèces peut être attractive pour d'autres, qui ont contourné ou détourné à leur profit les voies de toxicité.
La synthèse et l'utilisation effective des substances chimiques de défense est un compromis permanent entre coût et bénéfice pour le végétal. Ces mécanismes sont à mettre en relation avec le coût énergétique de la synthèse des molécules de défense.

### Compétition
Il s’agit ici de la version stricte de l’allélopathie : excrétion ou exsudation par les plantes de substances inhibitrices qui réduisent ou empêchent la croissance d’autres plantes dans le voisinage.
On considère l'allélopathie comme une stratégie active de compétition, car elle joue sur la capacité des individus à diminuer les performances d'autres individus. La fonction de relation des végétaux repose sur l'extraordinaire spécificité de leurs métabolites secondaires.
C'est pourquoi l'inhibition peut être spécifique et, dans certains cas, sur les individus de la même espèce plus que les autres.

### Compétition intraspécifique

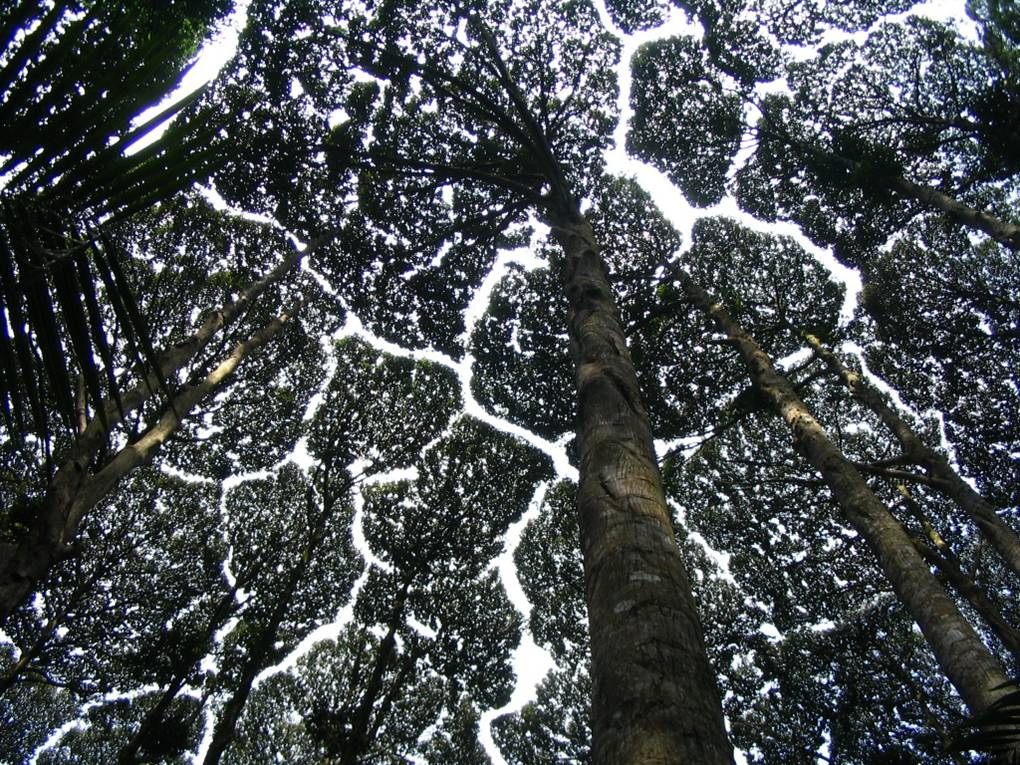
Aspect du phénomène de fentes de timidité de Dryobalanops aromatica.

On peut considérer qu’il ne s’agit pas ici de réellement entrer en compétition mais de prévenir une croissance excessive dans un environnement hostile (désert) sous des conditions temporairement favorables car les ressources sont fonction du nombre d'individus de la même espèce présents sur le territoire hostile. En limitant leur croissance, ces individus peuvent ainsi subvenir à leur développement tout en préservant leur capacité à être compétitifs, à s'adapter à leur milieu. Par exemple, si les arbustes du désert répondaient immédiatement à une forte pluie par une croissance rapide, ils pourraient outrepasser leur capacité à survivre à une période de sécheresse, à laquelle ils sont préparés par un faible développement de leur organisme.
Le phénomène de fentes de timidité, espacement des houppiers de certaines espèces d'arbres, permet de limiter la transmission de parasites d'un arbre à un autre. Cet espacement est provoqué par l'émission de phytohormones volatiles. Il peut être interprété comme une coopération plutôt qu'une compétition. 

### Compétition interspécifique en milieu terrestre
La compétition entre diverses espèces est la compétition interspécifique. Elle s'instaure pour l'appropriation d'une ressource présente en quantité limitée dans l'environnement. Il peut s'agir d'une ressource nutritive (lumière, eau, sels minéraux) ou d'une appropriation de l'espace. Les végétaux étant immobiles, ils bénéficient de vastes surfaces d'échanges avec l'environnement souterrain et aérien pour subvenir à leurs besoins d'organismes autotrophes fixés. Plus sa surface d'échanges est grande, plus le végétal collecte des signaux lui permettant de moduler son développement vers une exploitation efficace des ressources de son milieu.
Le végétal soumis à la compétition protège et défend ses surfaces d'échanges grâce à des métabolites secondaires.
La plupart des individus en compétition sont donc sujets à une inhibition tandis que la production totale de biomasse tend vers un maximum. On parle de plantes cibles qui captent les composés toxiques.
Les facteurs produits par le système racinaire jouent ici un rôle important, avec une faible contribution des feuilles.
Les genres Artemisia et Eucalyptus émettent du 1,8-cinéole, un puissant agent allélochimique qui inhibe la croissance de plusieurs herbes.
Une plante peut émettre plusieurs composés allélopathiques différents. Une substance allélopathique est plus ou moins spécifique vis-à-vis des organismes cibles, elle peut agir sur plusieurs espèces, plus ou moins éloignées phylogénétiquement.
L’arbre Ailanthus altissima émet de l’ailanthone, inhibiteur de croissance de Brassica juncea, Eragrostis tef, Lemna minor et Lepidium sativum. Les extraits de cet arbre, qui contiennent également comme composés actifs les quassinoïdes (triterpènes dégradés), l’amarolide, l’acétyl-amarolide et la 2-dihydroxyailanthone, ont aussi un effet inhibiteur sur la croissance des insectes Pieris sp, Platyedra sp et les pucerons.
Cette compétition est également à l'œuvre dans le règne fongique, à l’instar des truffes qui dominent les plantes aux alentours en altérant la germination des graines, en modifiant la morphogenèse des racines et l'équilibre hormonal des plantes, et en inhibant la flore bactérienne des racines. La zone ainsi désherbée est nommée le brulé.
Les effets de ces substances volatiles libérées dans le sol et dans l'air sont nombreux : on peut citer l'inhibition de la mitose au niveau des méristèmes racinaires, la diminution de l'ouverture des stomates, l'inhibition de certaines enzymes de la synthèse protéique. Les racines exsudent une grande variété de molécules de faible poids moléculaire dans la rhizosphère. La rhizosphère est un lieu important d’interaction entre racines, pathogènes, microbes bénéfiques et invertébrés.

### Compétition interspécifique en milieu aquatique
L’allélopathie concerne aussi le monde aquatique, chez les angiospermes, les épiphytes et le phytoplancton.
L’angiosperme d’eau douce Myriophyllum spicatum (Haloragaceae) émet des polyphénols algicides et cyanobactéricides (acide ellagique, catéchine…), dont le plus actif est la tellimagrandine II, qui inhibe la photosynthèse des cyanobactéries et d’autres phototrophes et inactive les enzymes extracellulaires de ces organismes par complexation.
Les cyanobactéries Scytonema hofmannii (par le biais de la cyanobactérine) et Fischerella muscicola (via la fischerelline A) agissent de la même manière sur la photosynthèse.
L’interaction allélochimique est aussi importante pour la compétition dans le zooplancton, par exemple, la population du copépode Diaptomus tyrreli est réduite en présence de substances émises par le copépode Epischura nevadensis.

### Cas du parasitisme
Les végétaux sont autotrophes. Cependant certains sont incapables de se nourrir seuls et vivent en parasites. Le parasitisme est défini comme une relation interspécifique durable où l'un des partenaires, le parasite, vit aux dépens du second, l'hôte, qui se trouve lésé par cette association. L'hôte représente ainsi le milieu de vie du parasite. La mise en place de la relation parasitaire constitue une étape cruciale dans le cycle de vie du parasite et dépend de la rencontre des deux partenaires. Un des exemples les plus connus est celui du gui, mais il y a de nombreux parasites (3 000 à 5 000 espèces) qui sont classés selon le terme hémiparasite ou holoparasites, selon leur capacité à effectuer la photosynthèse.
Lors de la sortie de la dormance des graines de l’hémiparasite Striga asiatica, un haustorium se développe en formant une structure racinaire massive pluricellulaire spécialisée qui envahit les racines hôtes et sert de conduit physiologique entre le parasite et l’hôte pour absorber les ressources de la plante. Le passage de la vie autotrophe à la vie hétérotrophe par le développement des haustoria chez les hémiparasites de la famille des Scrophulariaceae est déclenché par l’application aux racines du parasite de facteurs racinaires de la plante hôte. Plusieurs quinones et phénols provoquent ce phénomène en jouant sur les potentiels osmotiques de la plante hôte. Cela va modifier sa structure et donner un signal au parasite de lancer la morphogénèse de l'haustorium.
Le principal composé est la 2,6-diméthoxybenzoquinone (DMBQ). Elle est relâchée dans la rhizosphère dans les exsudats racinaires ou issue de l’oxydation des acides phénoliques, composant majoritaire de ces exsudats.

#### Réponse à la contamination du sol
Les racines exercent une influence sélective sur les communautés bactériennes qui est en partie spécifique de la plante.
Les plantes peuvent augmenter la disparition des contaminants des sols en stimulant l’activité microbienne de dégradation.
De nombreuses plantes, dans des environnements différents et en réponse à différents polluants, enrichissent les populations de bactéries endophytiques et de la motte racinaire en génotypes cataboliques. L’enrichissement est dépendant de la nature et de la quantité de contaminants mais aussi des espèces de plantes. Ces bactéries protègent vraisemblablement les plantes des effets toxiques des polluants.
Les composés allélopathiques peuvent donc jouer un rôle dans la phytoremédiation grâce à leur activité importante dans les signaux d'information entre la bactérie et la plante.

#### Symbiose
Les relations des végétaux avec les micro-organismes ne sont pas toujours conflictuelles. Certaines sont des symbioses tout aussi complexes que les relations entre agents pathogènes et la plante et aux conséquences tout aussi importantes pour l'agriculture.
Il existe des ressemblances de structure et de fonction entre le parasitisme et la symbiose. Certains parasites peuvent devenir symbiotes et inversement selon l'environnement, l'état physiologique du végétal et la variabilité génétique des protagonistes.
Parmi la majorité des végétaux qui ont des relations symbiotiques on distingue plusieurs symbiotes :

##### Les mycorhizes
Associations d'un champignon et d'une racine, les mycorhizes sont la symbiose la plus répandue sous terre. Outre leur rôle dans la nutrition du végétal elles contribuent à protéger les racines contre une infection par des micro-organismes pathogènes du sol.

##### Les nodosités
Associations d'une bactérie ou d'une cyanobactérie et généralement d'une racine, elles sont plus spécifiques de certaines familles des végétaux.
Les métabolites jouent un rôle très important dans le processus de reconnaissance entre symbiotes et hôtes. Car celui-ci implique un dialogue chimique entre les protagonistes via des signaux moléculaires qui sont des flavonoïdes.
Le cas des nodosités est le plus connu : le végétal produit des flavonoïdes qui attirent les bactéries et stimulent leur production de facteurs de nodulation. Le végétal perçoit chimiquement ces facteurs NOD par des récepteurs et produit en retour plus de flavonoïdes, ce qui initie la nodosité.
Pour les mycorhizes les processus sont les mêmes sauf que la relation entre le champignon et son hôte est peu spécifique. La voie de signalisation des endosymbioses est donc pratiquement commune aux deux, le champignon et la bactérie.
Certains composés des exsudats racinaires peuvent servir de substrat naturel à l’induction des gènes bactériens de catabolisme des polluants des sols. La l-carvone de Mentha spicata et d’autres terpénoïdes sont d’importants inducteurs du cométabolisme des PCB (biphénols polychlorés, polluant) chez Arthrobacter sp.
On observe un enrichissement en phénotypes ntd Aa (2-nitrotoluène réductase) en cas de pollution par des nitro-aromatiques et un enrichissement en phénotypes alk B (alkane monooxygénase) et ndo B (naphtalène dioxygénase) pour une pollution aux hydrocarbures.
L’enrichissement en phénotype alk B se produit dans l’intérieur de la racine (bactéries endophytiques) tandis que l’enrichissement en ndo B se produit dans la motte. Scirpus pungens exposée au pétrole enrichit le sol en génotypes ndo B tandis que la plupart des plantes l’enrichissent en alk B. Les bactéries endophytiques augmentent la capacité des plantes à résister aux pathogènes, herbivores et autres plantes.

## Allélopathie et réchauffement climatique
Au moins dans certains cas, l'inhibition de la croissance des autres plantes est induite par des composés organiques volatils. 
Ceci a été démontré chez Artemisia absinthium qui se montre volontiers invasive là où elle a été introduite hors de son aire naturelle de répartition. Son feuillage même mort a un effet phytotoxique pour les plantes périphériques sauf si elles sont de la même espèce ; et il peut tuer d'autres plantes (sans contact) jusqu'à un mètre de distance. Au début des années 1940, G.L. Funke estime que le composé allélopathique en cause est dans ce cas l'Absinthine, mais des effets synergiques entre plusieurs terpénoïdes sont possibles. 
Funke observe que cet effet allélopathique diminue voire s'efface provisoirement par temps froid et/ou pluvieux. Le réchauffement climatique pourrait donc favoriser les pullulations d'espèces ayant ce type de stratégie d'élimination des plantes concurrentes.

## Applications
Les applications possibles de l'allélopathie en agriculture font l'objet de nombreuses recherches. Les recherches actuelles sont axées sur les effets des mauvaises herbes sur les cultures, des cultures sur les mauvaises herbes et des cultures sur les cultures. Ces recherches approfondissent la possibilité d'utiliser des produits allélochimiques comme régulateurs de croissance et herbicides naturels, pour promouvoir une agriculture durable. Un certain nombre de ces produits allélochimiques sont disponibles dans le commerce ou en cours de fabrication à grande échelle. Par exemple, la Leptospermone est un produit thermochimique présumé chez le citronnier (Callistemon citrinus). Bien qu'il se soit avéré trop faible comme herbicide commercial, un analogue chimique de celui-ci, le mésotrione (nom commercial Callisto), s'est avéré efficace. Il est vendu pour contrôler les mauvaises herbes à feuilles larges dans le maïs mais semble également être un contrôle efficace pour la digitaire dans les pelouses. Sheeja (1993) a rapporté l'interaction allélopathique des mauvaises herbes Chromolaena odorata et Lantana camara sur certaines cultures importantes.
De nombreux cultivars présentent de fortes propriétés allélopathiques, parmi lesquelles le riz (Oryza sativa) a été le plus étudié,,. L'allélopathie du riz dépend de sa variété et de son origine : le riz Japonica est plus allélopathique que l'Indica et l'hybride Japonica-Indica. Plus récemment, une revue critique sur l'allélopathie du riz et la possibilité de gestion des mauvaises herbes a signalé que les caractéristiques allélopathiques du riz sont quantitativement héritées et que plusieurs traits impliqués dans l'allélopathie ont été identifiés.
De nombreuses espèces de plantes envahissantes interfèrent avec les plantes indigènes par allélopathie,. Un cas célèbre de prétendue allélopathie se retrouve chez les arbustes du désert. L'un des premiers exemples les plus connus est celui de Salvia leucophylla, car il a fait la couverture de la revue Science en 1964. On a émis l'hypothèse que les zones dénudées autour des arbustes étaient causées par des terpènes volatils émis par les arbustes. Cependant, comme beaucoup d'études sur l'allélopathie, elle était basée sur des expériences artificielles en laboratoire et des extrapolations injustifiées aux écosystèmes naturels. En 1970, Science a publié une étude où la mise en cage des arbustes pour exclure les rongeurs et les oiseaux permettait à l'herbe de pousser dans les zones dénudées. On trouvera un historique détaillé de cette histoire dans Halsey 2004.
Il a été démontré que l'allélopathie joue un rôle crucial dans les forêts, en influençant la composition de la croissance de la végétation, et fournit également une explication pour les modèles de régénération des forêts. Le noyer noir (Juglans nigra) produit le juglon allélochimique, qui affecte fortement certaines espèces et pas du tout d'autres. La litière de feuilles et les exsudats de racines de certaines espèces d'Eucalyptus sont allélopathiques pour certains microbes du sol et certaines espèces végétales. L'ailante glanduleux Ailanthus altissima, produit dans ses racines des substances allélochimiques qui inhibent la croissance de nombreuses plantes. Le rythme d'évaluation des allélochimiques libérés par les plantes supérieures dans la nature s'est considérablement accéléré, avec des résultats prometteurs dans le criblage sur le terrain.
La moutarde à l'ail est une espèce végétale envahissante dans les forêts tempérées d'Amérique du Nord. Son succès peut être en partie dû à l'excrétion d'un allélochimique non identifié qui interfère avec les mutualismes entre les racines des arbres indigènes et leurs champignons mycorhiziens.